# Arnberg am Kobernaußer Walde
Arnberg am Kobernaußer Walde ist eine Rotte und eine Ortschaft im Innviertel in Oberösterreich und gehört zur Gemeinde Mettmach im Bezirk Ried im Innkreis. Die Ortschaft hat 122 Einwohner (Stand 1. Jänner 2024) und gehört zur Katastralgemeinde Großweiffendorf. Aufgrund der geografischen Lage (Höhenlage) bildete sich im Laufe der Zeit mit den Ortschaften Warmanstadl und Jagleck eine eigene Gemeinschaft innerhalb der Gemeinde Mettmach.

## Geografie

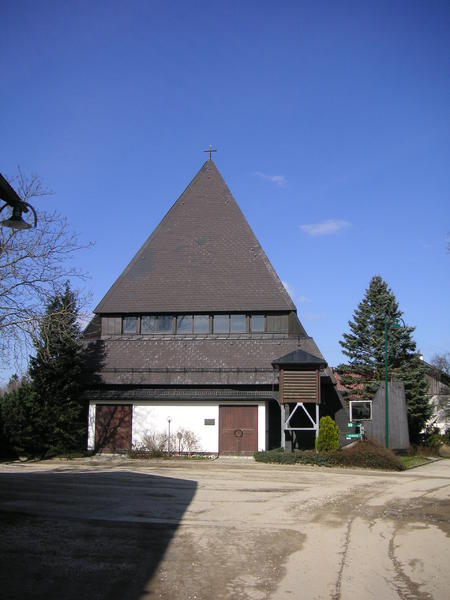
Filialkirche Arnberg

Der Ort befindet sich ca. 6 Kilometer südlich von Mettmach und ca. 18 Kilometer südwestlich von Ried im Innkreis. Der Ort liegt am Rande des Kobernaußerwaldes, inmitten des sog. Reinthallerholzes auf einer Seehöhe von 645 m.
Durch die weitläufige Besiedelung und die vielen Waldstücke ist Arnberg der flächenmäßig größte Ort in Mettmach.

### Nachbarorte
| Kleinschnaidt (R) (Gem. Aspach) (Bez. Braunau) | Großweiffendorf (R)                         |                 |
| Grubmühl (R) (Gem. St. Johann)                 | Kompassrose, die auf Nachbargemeinden zeigt |                 |
| Geierseck (R) (Gem. St. Johann) (Bez. Braunau) | Jagleck (R)                                 | Warmanstadl (R) |

## Vereine
- Kirchenchor Arnberg
- Freiwillige Feuerwehr Arnberg
- Burschenschaft Arnberg
- Mountainbike Club Arnberg

## Nachweise
1. ↑  Statistik Austria: Bevölkerung am 1.1.2024 nach Ortschaften (Gebietsstand 1.1.2024), (ODS, 500 KB)
2. ↑  Marktgemeinde Mettmach (Hrsg.): Mettmach - Leben mit Kultur, Heimatbuch der Marktgemeinde (2011), Seiten 88–93. ISBN 978-3-902684-20-2